# Грачачко поље
Грачачко поље је крашко поље у јужном делу Лике у Републици Хрватској. Захвата површину од 8,2 км², на дужини од 10,2 и ширини од око 2 километра. Пружа се правцем северозапад-југоисток између Велебита и Ресника. Дно поља грађено је од доломита и њиме теку понорнице Ричица и Отуча. За време кишног периода, Грачачко поље је поплављено око четири месеца у току године.
Око бројних понора постоје услови за развој пољопривреде. Становништво се претежно бави ратарством и сточарством. Највећа насеља су се развила на ободу поља. Највеће је Грачац, према коме је добило име, а остала су Радуч и Брувно. Овуда пролази и железничка пруга Загреб–Сплит.